# Belarús al Festival de la Cançó d'Eurovisió 2012
| Edició                   | 2012                                                           |
| Televisio(ns) implicades | BTRC                                                           |
| Nom de la preselecció    | EuroFest                                                       |
| Dates                    | Semifinal: 21 de desembre de 2011 Final: 14 de febrer de 2012. |
| Format                   | Festival obert: una semifinal i una gran final.                |
| Presentadors             | Denis Kuryan i Leyla Ismailova.                                |
| Nombre de participants   | 15                                                             |

L'ens públic belarús BTRC reprèn la fórmula de preselecció oberta que va emprar fins al 2009, anomenada EuroFest.

## Organització
El termini per presentar propostes va comprendre des de l'1 fins al 25 de novembre de 2011. Un total de 55 artistes i 35 compositors van inscriure's al procés.

Un jurat escollirà quinze artistes que competiran a la semifinal, on el televot i el jurat decidiran al 50% els cinc finalistes. La semifinal està prevista pel 21 de desembre de 2011, i la final pel 14 de febrer de 2012.

## Candidats
Els quinze semifinalistes anunciats el 6 de desembre de 2011 són:
- Thriller - Message to the world
- Gunesh - And morning will come
- Litesound - We are the heroes
- The Champions - Its your time
- Uzari - The winner
- Nuteki - Superheroes
- Aleksandra Gaiduk & Nataliya Baldina - Loveless
- German - Keep fight
- Anastasia Vinnikova - Shining in twilight
- Ekivoki - Number one
- Yan Zhenchak & Outerplain - A point of no return
- Viktoria Aleshko - Dream
- Alena Lanskaya - All my life
- Aura - Hands up
- Anna Blagova - You

## Resultats
- Semifinal: 21 de desembre de 2011

Els cinc finalistes escollits són:

- Gunesh - And morning will come
- Litesound - We are the heroes
- Alena Lanskaya - All my life
- Viktoria Aleshko - Dream
- Uzari - The winner